# Marcel Dorigny
Pour les articles homonymes, voir Dorigny.
Marcel Dorigny, né le 18 juillet 1948 à Paris et mort dans cette ville le 22 septembre 2021, est un historien et universitaire français, spécialiste de l'histoire de l'esclavage dans les territoires français au XVIIIe siècle.

## Biographie
Marcel Dorigny naît à Paris le 18 juillet 1948.
En 1988, chercheur à l’Institut d'histoire de la Révolution française, université de Paris 1, il est détaché auprès du CNRS. Il est un des principaux artisans du Dictionnaire historique de la Révolution française paru en 1989, placé sous le patronage posthume d'Albert Soboul.
Il soutient en 1992 une thèse de doctorat intitulée Les Girondins et le libéralisme dans la Révolution française, sous la direction de Michel Vovelle, à la Sorbonne-Paris I,.
En 2009, il est nommé maître de conférences à l'Université de Paris VIII, dont il deviendra professeur émérite.
Ses recherches portent sur les périodes révolutionnaires du XVIIIe siècle, particulièrement dans les domaines coloniaux et la place de l’esclavage dans les doctrines libérales de cette période.
Marcel Dorigny a été également membre du Comité de réflexion et de proposition pour les relations franco-haïtiennes, présidé par Régis Debray,.
Marcel Dorigny meurt le 22 septembre 2021 à 73 ans,,

## Publications
- Autun dans la Révolution française, éditions Amatteis, 1988-1989, 2 vol. :
  - Tome 1. Économie et société urbaines en 1789, p. 266. (préface : Michel Vovelle)  (ISBN 2-86849-051-4) (Prix de culture bourguignonne 1988)
  - Tome 2. L'événement révolutionnaire. Du bastion royaliste à la Montagne du département (1789-1795), p. 246,  (ISBN 2-86849-088-3)
- Les Abolitions de l'esclavage (1793-1888), Paris, Presses universitaires de France, coll. « Que-sais-je ? no 4908 », 2018, 126 p., 18 cm (ISBN 978-2-13-081047-6, OCLC 1031964018, lire en ligne).
- Atlas des esclavages : traites, sociétés coloniales, abolitions de l'Antiquité à nos jours  (avec Bernard Gainot ; cartographie : Fabrice Le Goff), Paris, Autrement, 2006 ; 2007 ; 2013 ; 2017, 96 p., 1 vol. 25 cm (ISBN 978-2-74674-531-5, OCLC 986444653, lire en ligne).
- La Société des Amis des Noirs, 1788-1799 : contribution à l'histoire de l'abolition de l'esclavage  (avec Bernard Gainot), Paris, UNESCO, coll. « Mémoire des peuples », 1998, 429 p., 18 cm (ISBN 978-9-23203-306-2, OCLC 231854347, lire en ligne).
- Léger-Félicité Sonthonax. La première abolition de l'esclavage. La Révolution francaise et la Révolution de Saint-Domingue. Paris: Société Française d'Histoire d'Outre Mer, 2005, 223 p.  (ISBN 2-85970-034-X). (1re édition 1997)
- Grégoire et la cause des Noirs (1789-1831). Combats et projets. Paris: Société française d'histoire d'outre-mer, 2000. 191 p.  (ISBN 2-85970-023-4)
- Rétablissement de l'esclavage dans les colonies françaises. Aux origines d'Haïti. Paris : Maisonneuve et Larose, 2003. 592 p.  (ISBN 2-7068-1692-9).
- Haïti première république noire. Paris : Société française d'histoire d'outre-mer, 2003. 265 p.  (ISBN 2-85970-029-3).
- Guillaume Thomas Raynal: Les colonies, l'esclavage et la Révolution française. Paris : Société française d'histoire des outre-mers, 2015. 117 p.  (ISBN 978-2859-700-539).
- Haïti-France. Les chaînes de la dette. Le rapport Mackau (1825) (avec Jean-Claude Bruffaerts, Marcel Dorigny, Gusti-Klara Gaillard et Jean-Marie Théodat). Paris : Hémisphères / Maisonneuve et Larose, 2022. 201 p.  (ISBN 978-2-37701-117-9).
- Paris colonial et anticolonial : Promenades dans la capitale. Une histoire de l’esclavage et de la colonisation (avec Alain Ruscio). Paris : Hémisphères / Maisonneuve et Larose, 2023. 318 p. [présentation en ligne]

## Récompenses et distinctions
- Chevalier de la Légion d'honneur (décret du 31 décembre 2020)[12]
- Prix Mémoires partagées, décerné à titre posthume en 2022, par l'association Mémoires & Partages[13]